# Milpa Alta
Milpa Alta ("les champs élevés") est l'une des seize divisions territoriales (demarcaciones territoriales) de Mexico au Mexique. Son siège est Villa Milpa Alta.
Milpa alta est situé au pied de la chaîne de montagnes Ajusco-Chichinauhtzin qui sépare l'État de Morelos et la capitale mexicaine. D'une superficie de 228 kilomètres carrés, elle est la deuxième des divisions territoriales de la capitale et constitue une réserve environnementale importante au centre du pays.

## Géographie

### Situation
Milpa Alta s'étend sur 228 km2 dans la partie sud-est de la Ville de Mexico. Elle est limitrophe de Xochimilco et Tláhuac au nord et Tlalpan à l'ouest, ainsi que des États de Mexico à l'est et de Morelos au sud.